# Les Éditions de Minuit
A Les Éditions de Minuit egy 1941-ben alapított párizsi székhelyű francia kiadó, melynek legismertebb írói a francia „új regény” (nouveau roman) szerzői közül kerültek ki.

## Története
1941-ben, Párizs német megszállása alatt alapította Jean Bruller (francia író és illusztrátor, 1902-1991; írói álnevén Vercors) és Pierre de Lescure (francia író, 1891-1963), hogy a francia Ellenállás brosúráit kinyomtassa. A város 1944. augusztus 25-i felszabadításáig a kiadó földalatti kiadóként működött, mivel a német megszállók cenzúrázták a médiát és a kiadói tevékenységeket.
Első kötetük Vercors elbeszéléseit tartalmazta A tenger csendje (Le silence de la mer) címmel, amely ma is a francia Ellenállás alapműve.
1944-ben egyedülálló módon kiadóként nyerték el a rangos Femina-díjat.
1948-ban lett a kiadó vezetője Jérôme Lindon, aki 2001-ben bekövetkezett haláláig irányította a kiadót. Kiadásukban jelent meg a Minuit folyóirat.
Az 1950-es években a kiadó mind sikeresebb lett. Elsőként adták ki Samuel Beckett több regényét, aki abban az időben már Franciaországban élt. További ismert szerzők műveit is kiadták, melyek sorából kiemelkednek a nouveau roman írói, köztük Alain Robbe-Grillet, Claude Simon, Marguerite Duras és Robert Pinget. 1958-ban jelentették meg Henri Alleg Vallatás (La Question) című művét, mely a francia hadsereg által alkalmazott kínzásokat mutatta be az algériai háborúban (1954-1962) és amelyet betiltottak.
A kiadó két szerzője kapott irodalmi Nobel-díjat: Samuel Beckett (1969) és Claude Simon (1985).
A Les Éditions de Minuit köteteinek borítója alig változott az első mű kiadása óta. Mindössze egy kék színű keretet kapott a borító és rákerült a kiadó szimbóluma: egy csillag és egy kis "m" betű.

## A kiadó ismertebb szerzői
- Georges Bataille
- Samuel Beckett
- François Bon
- Pierre Bourdieu
- Jacques Bouveresse
- Michel Butor
- Éric Chevillard
- Gilles Deleuze
- Jacques Derrida
- Georges Didi-Huberman
- Marguerite Duras
- Jean Echenoz
- Christian Gailly
- Anne Godard
- Bernard-Marie Koltès
- Laurent Mauvignier
- Éric Laurrent
- Hélène Lenoir
- Christian Oster
- Robert Pinget
- Alain Robbe-Grillet
- Clément Rosset
- Jacques Serena
- Michel Serres
- Claude Simon
- Jean-Philippe Toussaint
- Pierre Vidal-Naquet

## Fordítás
- Ez a szócikk részben vagy egészben a Éditions de Minuit című német Wikipédia-szócikk ezen változatának fordításán alapul.  Az eredeti cikk szerkesztőit annak laptörténete sorolja fel. Ez a jelzés csupán a megfogalmazás eredetét és a szerzői jogokat jelzi, nem szolgál a cikkben szereplő információk forrásmegjelöléseként.
- Ez a szócikk részben vagy egészben a Les Éditions de Minuit című angol Wikipédia-szócikk ezen változatának fordításán alapul.  Az eredeti cikk szerkesztőit annak laptörténete sorolja fel. Ez a jelzés csupán a megfogalmazás eredetét és a szerzői jogokat jelzi, nem szolgál a cikkben szereplő információk forrásmegjelöléseként.

## Külső hivatkozások
- A Les Éditions de Minuit honlapja (franciául)